# Marie-Madeleine Gérard
Marie-Madeleine Gérard, aussi appelée Marie-Madeleine Bourguignon ou Mady Bourguignon est une artiste peintre belge, née à Arlon le 2 juin 1901 et morte près de Mantes-la-Jolie le 11 mars 1983.

## Biographie

### Enfance et  débuts artistiques
Marie-Madeleine Gérard naît à Arlon le 2 juin 1901, fille de Joseph-Gustave-Gérard  et  Catherine-Théodorine-Léopoldine Marie Englebert , respectivement âgés de quarante-deux et trente-sept ans. Ils espéraient cette naissance depuis de nombreuses années. Enfant unique et choyée, Marie-Madeleine ressent cependant une grande impression de solitude malgré l’attention et l’amour de ses parents.

Très tôt, elle se révèle douée pour le dessin. Ses parents la confient alors à Évariste Carpentier, directeur de l’Académie royale des beaux-arts de Liège. À quinze ans, elle réalise un tableau de la Vierge Marie à la manière de Rubens, qui impressionne son entourage. On fait dès lors souvent appel à ses talents pour les décorations de fêtes ou pour des illustrations à caractère religieux. C’est ainsi qu’un jour, les religieuses  d’un couvent proche de la maison familiale, lui demandent de décorer des santons pour la crèche de Noël. Tandis qu’elle s’applique à peindre les yeux de l’Enfant Jésus, Mady – c’est son surnom – s’exclame:

« Ah! Faut-il que je sois une bête à bon Dieu pour faire un tel travail! »

 À ce moment précis, une coccinelle, qu’on appelle communément bête à bon Dieu  se pose sur la table, juste devant elle. Cette « rencontre » hors saison, en plein hiver, restera gravée dans sa mémoire comme une heureuse coïncidence. Elle l'évoquera souvent par la suite, auprès de ses proches.

### Mariage, maternité et drame familial
En 1925, un grave accident cérébral fragilise la vie de son père, dont l’état de santé se détériore très vite. La mère et la fille se sentent perdues, craignant l’incertitude du lendemain. Marie-Madeleine a vingt-quatre ans. Il est temps qu’elle se marie, pensent-elles. Sans vraiment y réfléchir, la proposition de mariage de Maurice Bourguignon, un français de seize ans son aîné est acceptée. Un fils naît de cette union en 1930. Ils le prénomment Roger.
En 1931, les parents de Marie-Madeleine meurent  l’un après l’autre. Elle en est très affectée, car elle était très attachée  à sa mère. Sous l’effet du choc, elle contracte une grave affection de la glande thyroïde, qui nécessite plus d'une année de soins. Une fois guérie, elle  se consacre alors exclusivement  à la peinture, à la fois comme exutoire et comme  réelle passion.

### Notoriété
En 1920, soit cinq ans avant son mariage, elle organise sa première exposition à Liège, à l’Œuvre des Artistes. Elle participe aussi aux Salons triennaux de Paris. Une fois mariée, elle signe ses toiles  Marie-Madeleine Bourguignon. Les expositions se succèdent : à Bruxelles, salle Demar en 1937; dans son atelier bruxellois, avenue de la Couronne en 1939; durant la Seconde Guerre mondiale : à la galerie de la Toison d’or à Bruxelles en 1941 et 1943; enfin  à la galerie Aghte à Anvers, en 1942 .

### Échec conjugal
Son succès permet au couple de mener un train de vie aisé. Marie-Madeleine travaille intensément. Dans son spacieux atelier, à la tombée de la nuit, souvent elle se met volontiers au piano, instrument qu’elle maîtrise parfaitement, principalement pour jouer du Chopin.
Mais elle et son époux n’ont pas les mêmes centres d’intérêt. Il n’a aucune sensibilité artistique, alors qu’elle cultive une certaine mélancolie romantique, que l’on peut percevoir dans ses œuvres. Leur vie de couple est insipide et elle accepte de moins en moins cette situation. En 1944, elle tombe amoureuse et se décide de quitter son mari qui lui est devenu complètement étranger. Elle met tous ses accessoires de peintre: toiles, châssis, boites de peinture, pinceaux… et ses effets personnels dans une charrette à bras, qu'elle fait déposer dans son nouvel atelier bruxellois, rue des Tongres. Dès lors, elle signe ses œuvres Mady-Bourguignon-Gérard, puis Marie-Madeleine Gérard quelques années plus tard .

### Problèmes de santé
En août 1945, peu après la fin de la guerre, alors qu’elle prépare une exposition à la galerie de l’Art belge à Bruxelles, elle perd presque totalement la vue, du jour au lendemain. Ce n’est pas une véritable surprise, car depuis son enfance elle est  atteinte d’une forte myopie, qui l’a toujours gênée  mais ne l’a jamais empêchée de peindre. Elle reçoit  des soins, malheureusement  inadéquats, et  après plusieurs mois d’inactivité, elle décide de se faire opérer en Angleterre par un chirurgien réputé. L’opération est un demi succès:  l’œil droit est  sauvé mais pas le gauche. Mais à force de volonté, elle recommence à peindre tout en organisant une exposition dans son  atelier bruxellois en 1955 .

### Dernières années
En 1959, elle quitte définitivement la Belgique et s’installe à Paris, au 123 de la rue Saint-Honoré. Passionnée de longue date par la vie et l’œuvre de Frédéric Chopin, elle effectue des recherches d’ordre historique et artistique sur le compositeur, auquel elle a consacré, à partir de 1954, plusieurs textes écrits et des œuvres peintes. Ceux-ci font l’objet d’une importante exposition à la Société historique et littéraire polonaise de Paris, du 5 au 18 janvier 1961. Elle devient également membre actif de la Bibliothèque polonaise de Paris.
Au début des années 1980, elle devient totalement aveugle. Elle échappe à la solitude grâce à la présence de quelques amis fidèles. En janvier 1981, elle décide de quitter son appartement parisien, pour finir ses jours dans une maison de retraite près de Mantes-la-Jolie, au nord de Paris, où elle meurt le 11 mars 1983. Elle repose au cimetière de Froissy, dans le département de l’Oise.
Elle a fondé L'Association Marie-Madeleine Gérard, domiciliée à Paris, où sont conservés sa collection de toiles et ses archives personnelles.

## Œuvres
À partir de 1941, sa carrière s’affirme, surtout comme portraitiste. Elle reçoit des commandes de personnes de la haute société, comme la princesse Élisabeth, future reine Élisabeth II, qui lui commande un portrait du Shāh d'Iran destiné  à être exposé au  palais de Buckingham; elle peint aussi une des épouses de celui-ci, la princesse Soraya.
Elle portraitise des artistes. Des musiciens: Frédéric Chopin, la compositrice et pianiste Juliette Folville , le violoniste et compositeur Eugène Ysaÿe et des comédiens, Danielle Darrieux, Sacha Guitry.
Elle est également inspirée par des personnages historiques de toutes les époques: Judith et Holopherne (période biblique), César Borgia et Christophe Colomb (XVe – XVIe siècle), le Comte  de Fersen, le favori de la reine Marie-Antoinette (XVIIIe siècle).
Elle peint également de nombreux portraits d’inconnus, des nus, des scènes à plusieurs personnages (les joueurs de bridge), et des autoportraits.

## Collections publiques
- Arlon, Musée Gaspar, L'Arétin, huile sur toile[3].
- Liège, Musée des Beaux-Arts (B.A.L.), Portrait de la mère de l'artiste, huile sur toile, Portrait de Juliette Folville au piano, huile sur toile, Allégorie de la Pologne portant le deuil de son indépendance, huile sur toile.